# Stirnband

Flagge Korsikas

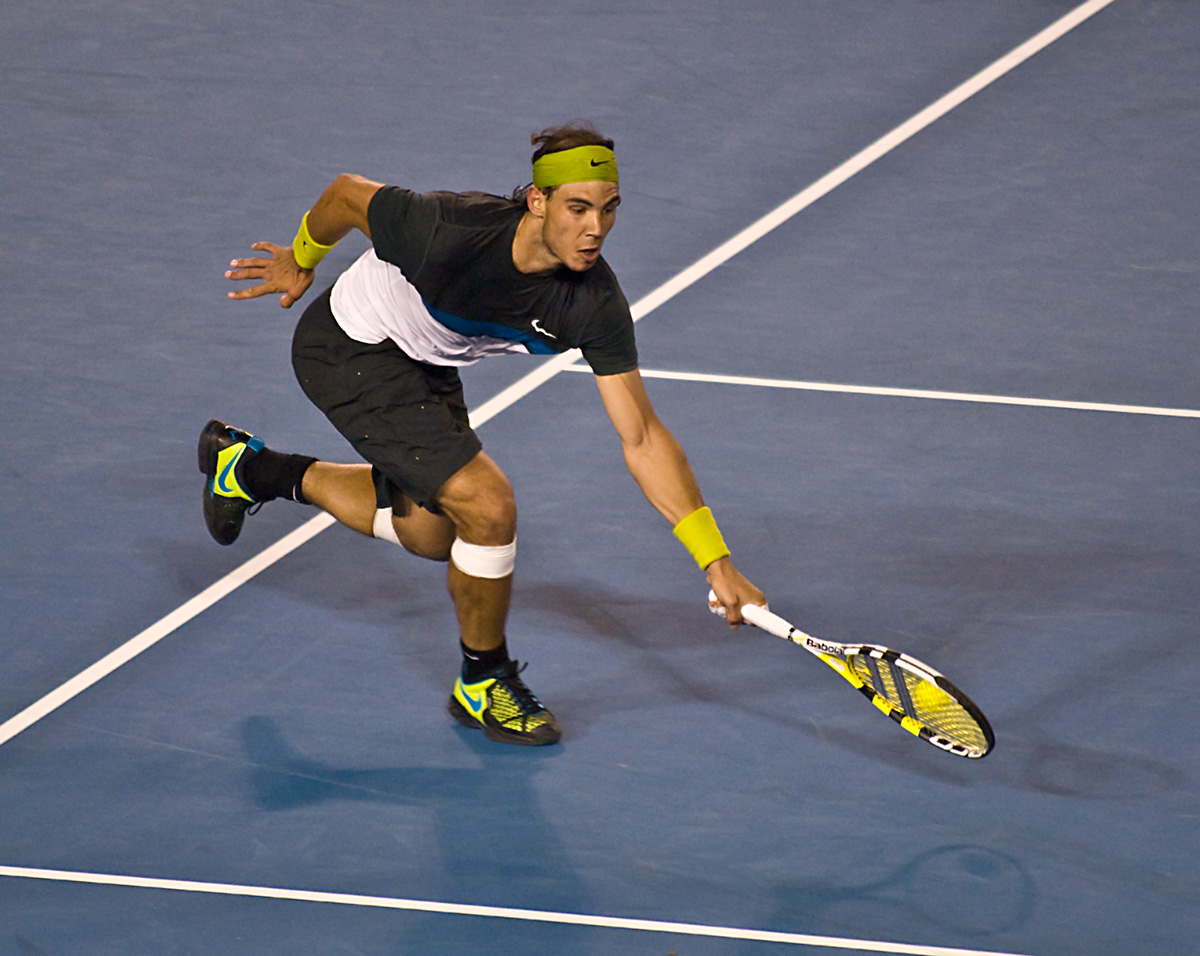
Sportler mit Stirnband

Das Stirnband (auch die Stirnbinde) ist ein um den Kopf getragenes, eng anliegendes Band, das vorne quer über der Stirn sowie beidseitig oberhalb der Ohren liegt oder sie ganz oder teilweise bedeckt. Es wird als Kleidungsstück oder Schmuck (besonders Federschmuck) oder zur Halterung an ihm befestigter Gegenstände getragen.

## Geschichte
Die Entstehungsgeschichte des Stirnbandes ist nicht eindeutig bekannt; es gab sie bereits in der Antike (Diadem), wo sie von Sportlern, aber zeitweise auch von Herrschern getragen wurden (Königsbinde).
Präkolumbische Stauen des Altiplano (Präsentationsmonolithen der Tiwanaku-Kultur, wie z. B. der Ponce-Monolith) tragen Stirnbänder.

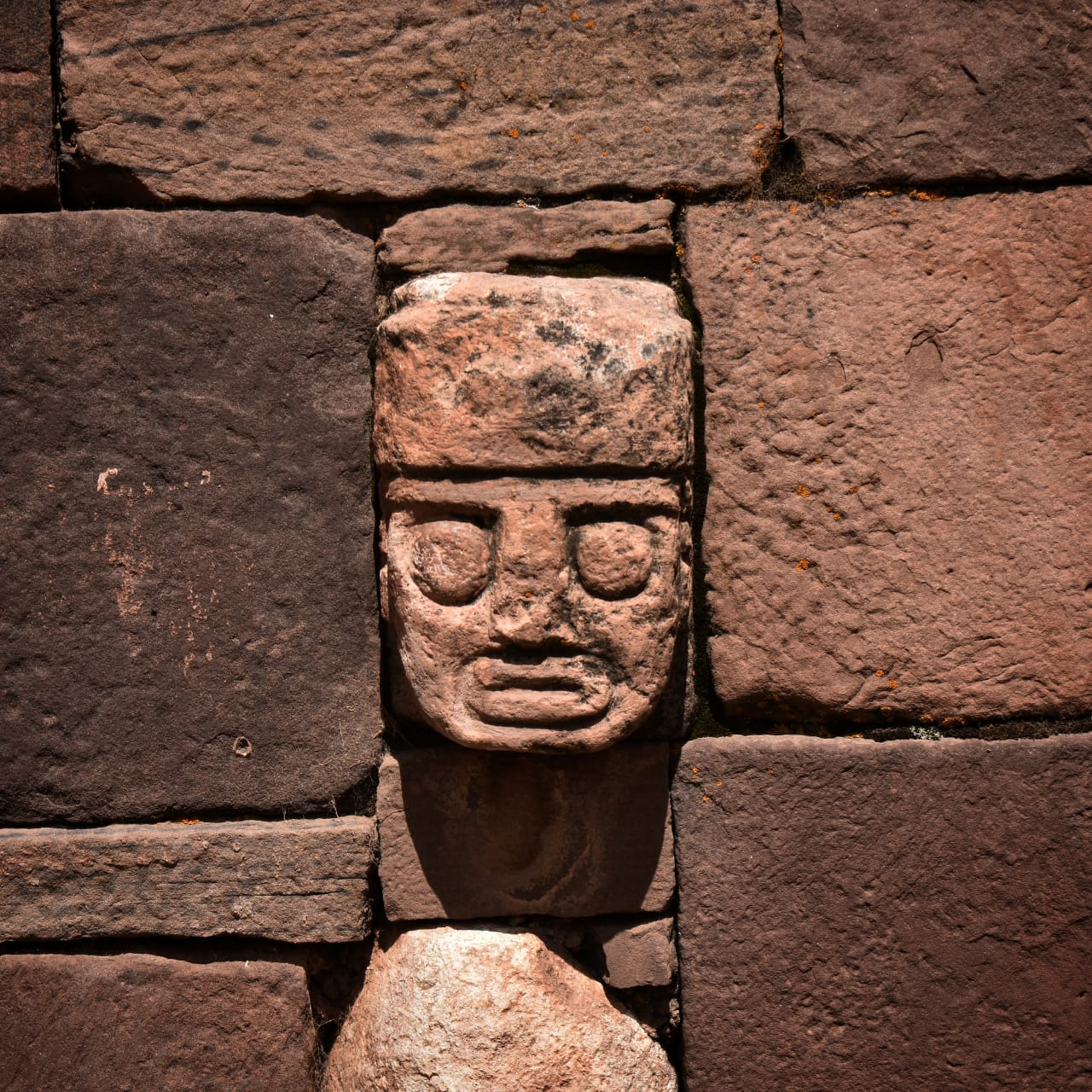
Tiwanaku-Steinkopf mit Stirnband im halbunterirdischen Tempel von Tiwanaku
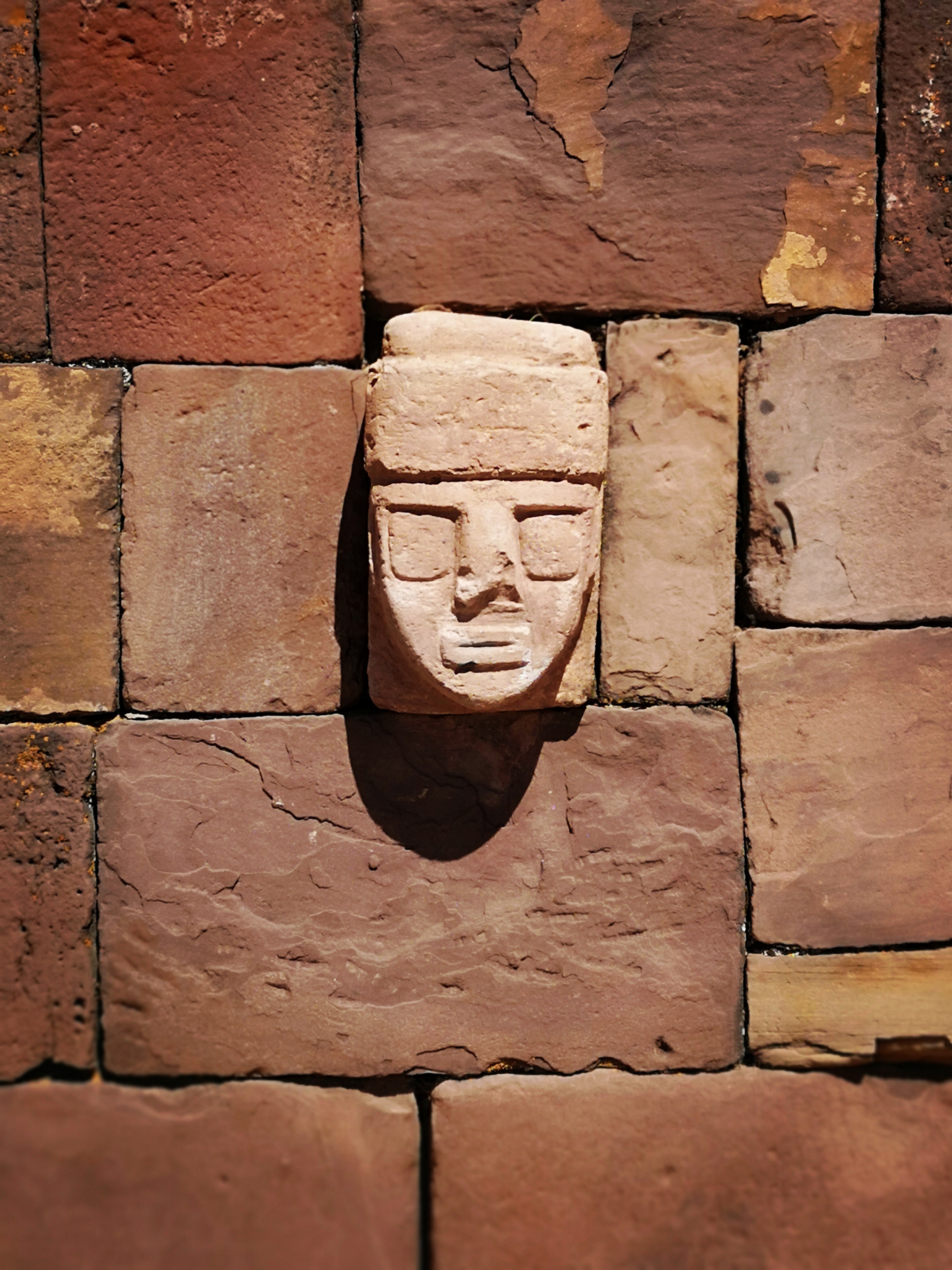
Tiwanaku-Steinkopf mit Stirnband im halbunterirdischen Tempel von Tiwanaku
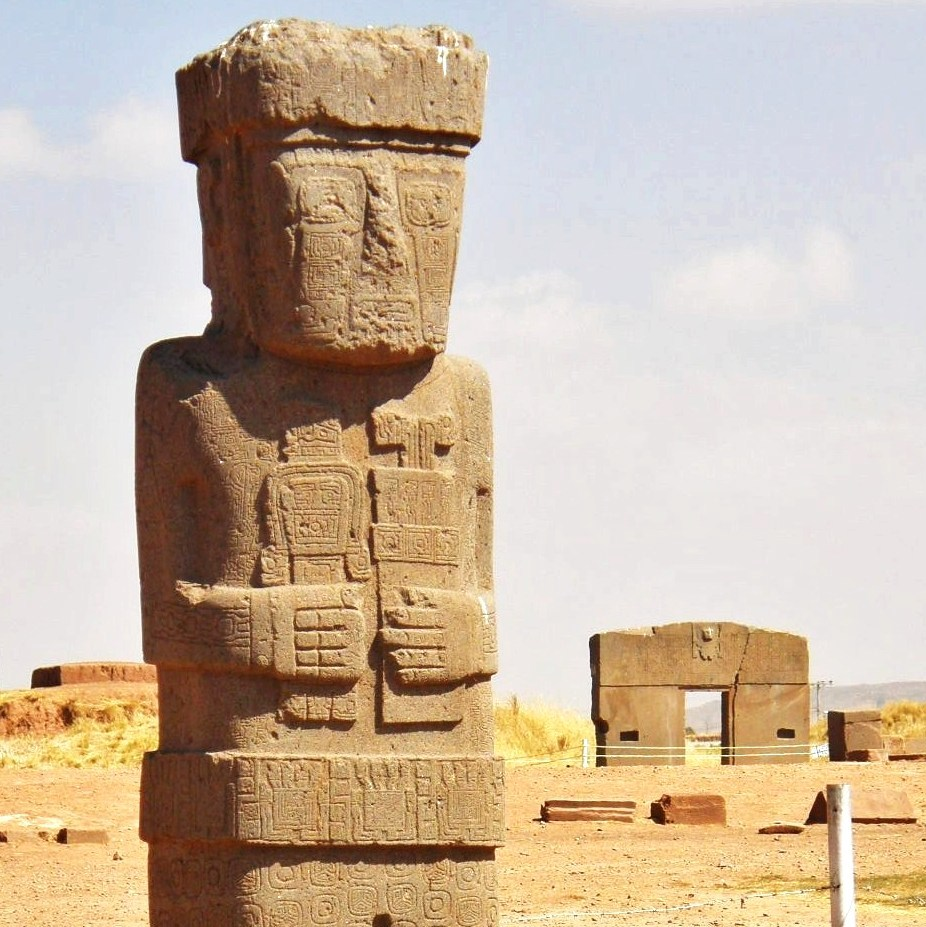
Ponce-Monolith mit Stirnband

## Funktionen
Ein Stirnband aus Wolle oder anderen Strickmaterialien, mit oder ohne zusätzlichen Ohrenschützern, schützt vor Kälte. Schweißstirnbänder aus Frottee und anderen saugfähigen Materialien werden von Sportlern getragen, um Schweiß aufzusaugen, der ansonsten in die Augen geraten könnte, und um die Haare aus dem Gesicht zu halten. In den 1980er Jahren zählten solche Stirnbänder zusammen mit Leggings, Bodysuits und knöchelhohen Turnschuhen zu den unverzichtbaren Accessoires des Aerobic-Look. In den 1920er Jahren waren Stirnbänder Bestandteil der Charleston-Mode und betonten die damals neu aufgekommenen Kurzhaarschnitte für Frauen. Aus Seidentaft und anderen festlichen Stoffen gefertigt und mit Perlen oder Federn besetzt, waren Stirnbänder damals ein Teil der Abendgarderobe.
Ein Stirnband dient außerdem als Halterung einer Lichtquelle (Stirnlampe) zum Beispiel bei Chirurgen und Hals-Nasen-Ohren-Ärzten (Stirnreflektor), damit beide Hände frei bleiben können. Zum selben Zweck kann eine Kamera an einem Stirnband befestigt sein. Bei Kopfverletzungen oder nach Operationen, insbesondere plastischen Operationen an der Ohrmuschel, dient ein Stirnband als Verband. Diadem und Krone können als Varianten des Stirnbandes gelten.

## Symbolik in neuerer Zeit

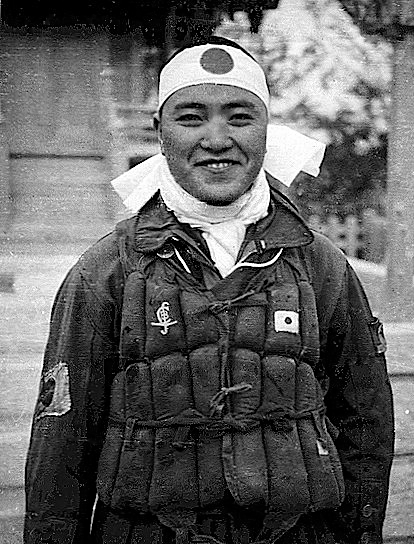
Kamikazepilot mit Stirnband

Das Stirnband dient zudem als Symbolträger, um eine Aussage optisch zu determinieren. Neben der Stirnbinde in der klassischen Heraldik steht es in der japanischen Kultur als Talisman gegen böse Geister. Japanische Soldaten banden sich in Anlehnung an diese Tradition ebenfalls Stirnbänder (jap.: Hachimaki) um. Assoziiert mit den japanischen (Kamikaze-)Kriegern – vor allem im Zweiten Weltkrieg, hat das Stirnband eine politische Dimension gewonnen.

## Sonstiges
Als Stirnband wird gleichfalls der Stirnriemen des Zaumzeugs beim Pferd bezeichnet.